# NGC 4592
NGC 4592 ist eine Spiralgalaxie vom Hubble-Typ Sd im Sternbild Jungfrau auf der Ekliptik. Sie ist schätzungsweise 44 Millionen Lichtjahre von der Milchstraße entfernt und hat einen Durchmesser von etwa 20.000 Lichtjahren. 

Im selben Himmelsareal befinden sich u. a. die Galaxien NGC 4632, NGC 4541, NGC 4642.
Das Objekt wurde am 22. Februar 1784 von dem Astronomen William Herschel mithilfe seines 18,7 Zoll-Spiegelteleskops entdeckt.